# Hrvatski nogometni kup 2000/01
Der Hrvatski nogometni kup 2000/01 war der zehnte Wettbewerb um den kroatischen Fußballpokal nach der Loslösung des kroatischen Fußballverbandes aus dem jugoslawischen Fußballverband.
Dinamo Zagreb setzte sich in der Neuauflage der Finalspiele gegen Hajduk Split durch. Es war für Dinamo der fünfter Pokalsieg im unabhängigen Kroatien und der zwölfte insgesamt.

## Modus
Ab dem Viertelfinale einschließlich des Finales wurden jeweils Hin- und Rückspiele ausgetragen. Bei gleicher Anzahl an Toren aus beiden Spielen kam die Mannschaft weiter, die auswärts mehr Tore erzielt hatte. Herrschte auch hier Gleichstand, wurde ein Elfmeterschießen zur Ermittlung des Siegers ausgetragen.

## Teilnehmer
An der Vorrunde
- 21 Sieger des Bezirkspokals
- 11 Finalisten des Bezirkspokals aus den Fußballverbänden mit der größten Anzahl registrierter Fußballclubs

| Bezirk              | Sieger                 | Finalist               |
| ------------------- | ---------------------- | ---------------------- |
| Bjelovar-Bilogora   | NK Bjelovar            |                        |
| Brod-Posavina       | NK Marsonia            | NK Sloga Nova Gradiška |
| Dubrovnik-Neretva   | NK Jadran Luka Ploče   |                        |
| Istrien             | NK Rovinj              | NK Žminj               |
| Karlovac            | NK Karlovac            |                        |
| Koprivnica-Križevci | NK Koprivnica          | NK Mladost Molve       |
| Krapina-Zagorje     | NK Oštrc Zlatar        |                        |
| Lika-Senj           | NK Gospić ’91          |                        |
| Međimurje           | NK Čakovec             | NK Sloga Čakovec       |
| Osijek-Baranja      | NK Valpovka Valpovo    | NK Metalac Osijek      |
| Požega-Slawonien    | NK Kamen Ingrad Velika |                        |

| Bezirk               | Sieger                  | Finalist               |
| -------------------- | ----------------------- | ---------------------- |
| Primorje-Gorski      | HNK Orijent 1919 Rijeka |                        |
| Sisak-Moslavina      | HNŠK Moslavina Kutina   | NK TŠK Topolovac       |
| Split-Dalmatien      | NK Mosor Žrnovnica      | NK Junak Sinj          |
| Šibenik-Knin         | NK Zagora Unešić        |                        |
| Varaždin             | NK Sloboda Varaždin     | NK Sračinec            |
| Virovitica-Podravina | NK TVIN Virovitica      |                        |
| Vukovar-Syrmien      | NK Vukovar ’91          | NK Lokomotiva Vinkovci |
| Zadar                | NK NOŠK Novigrad        |                        |
| Stadt Zagreb         | NK Croatia Sesvete      | NK Hrašće Promil       |
| Zagreb               | NK Stupnik              | NK PIK Vrbovec         |

Am Sechzehntelfinale
- Die 16 punktbesten Vereine der Fünfjahres-Pokalwertung. (63 Punkte für den Pokalsieger, 31 für den unterlegenen Finalisten, 15 für die Halbfinalisten, 7 für die Viertelfinalisten, 3 für die Achtelfinalisten und 1 Punkt für die Sechzehntelfinalisten.)

| - 1. Dinamo Zagreb (221) - 2. Hajduk Split (103) - 3. NK Osijek (101) - 4. NK Varteks Varaždin (91) | - 5. NK Zagreb (69) - 6. Cibalia Vinkovci (43) - 7. NK Slaven Belupo (25) - 8. NK Zadar (25) | - 09. HNK Rijeka (23) - 10. HNK Segesta Sisak (21) - 11. Inter Zaprešić (19) - 12. NK Hrvatski dragovoljac (19) | - 13. NK Belišće (17) - 14. HNK Dubrovnik (15) - 15. HNK Šibenik (11) - 16. NK Mladost 127 Suhopolje (12) |

## Ergebnisse

### Vorrunde
Die Spiele fanden zwischen dem 13. und 15. September 2000 statt.
|                           | Ergebnis |                        |
| ------------------------- | -------- | ---------------------- |
| NK TVIN Virovitica        | 3:4      | NK Lokomotiva Vinkovci |
| NK Vukovar ’91            | 1:2      | NK Mladost Molve       |
| NK Bjelovar               | 2:3      | NK TŠK Topolovac       |
| NK Mosor Žrnovnica        | 0:1      | NK Metalac Osijek 1    |
| Valpovka Satnica Valpovka | 5:1      | NK Oštrc Zlatar        |
| HNK Orijent 1919          | 4:3      | NK Jadran Ploče        |
| NK Junak Sinj             | 4:1      | NK Gospić ’91          |
| NK MIV Sračinec           | 2:3      | NK Hrašće Promil 2     |
| NK Rovinj                 | 2:3      | NK Čakovec             |
| NK Sloboda Varaždin       | 3:2      | NK NOŠK Novigrad       |
| NK Stupnik                | 2:3      | NK Kamen Ingrad Velika |
| NK Sloga Čakovec          | 0:1      | NK PIK Vrbovec         |
| NK Koprivnica             | 4:3      | HNŠK Moslavina Kutina  |
| NK Zagora Unešić          | 2:4      | NK Karlovac            |
| NK Marsonia               | 4:0      | NK Žminj               |
| NK Sloga Nova Gradiška    | 1:0      | NK Croatia Sesvete     |

### Sechzehntelfinale
Die Spiele fanden zwischen dem 3. September und 6. Oktober 2000 statt.
|                           | Ergebnis              |                          |
| ------------------------- | --------------------- | ------------------------ |
| NK Dragovoljac Hrašće 1   | 1:4                   | NK Osijek                |
| NK Čakovec                | 2:1                   | NK Marsonia              |
| NK Kamen Ingrad Velika    | 2:0                   | HNK Rijeka               |
| NK Lokomotiva Vinkovci    | 1:8                   | Hajduk Split             |
| NK Junak Sinj             | 1:3                   | NK Varteks Varaždin      |
| NK Sloga Nova Gradiška    | 0:5                   | NK Zagreb                |
| Valpovka Satnica Valpovka | 1:4                   | Cibalia Vinkovci         |
| NK Osijek Koteks 1        | 1:1 n. V. (1:4 i. E.) | NK Slaven Belupo         |
| NK Karlovac               | 1:1 n. V. (5:6 i. E.) | NK Zadar                 |
| NK TŠK Topolovac          | 2:3 n. V.             | Inker Zaprešić           |
| NK Sloboda Varaždin       | 1:2 n. V.             | HNK Segesta Sisak        |
| NK PIK Vrbovec            | 4:2                   | NK Belišće               |
| HNK Orijent 1919          | 3:2 n. V.             | HNK Dubrovnik            |
| NK Koprivnica             | 1:4                   | NK Hrvatski dragovoljac  |
| NK Mladost Molve          | 0:9                   | Dinamo Zagreb            |
| HNK Šibenik               | 0w.o. 3               | NK Mladost 127 Suhopolje |

### Achtelfinale
Die Spiele fanden zwischen den 17. Oktober 2000 und 20. Februar 2001 statt.
|                   | Ergebnis              |                         |
| ----------------- | --------------------- | ----------------------- |
| Hajduk Split      | 1:0                   | NK Čakovec              |
| Inker Zaprešić    | 1:0 n. V.             | Cibalia Vinkovci        |
| NK PIK Vrbovec    | 0:4                   | NK Varteks Varaždin     |
| NK Zadar          | 1:2                   | NK Kamen Ingrad Velika  |
| HNK Segesta Sisak | 0:2                   | NK Zagreb               |
| NK Slaven Belupo  | 0:0 n. V. (3:4 i. E.) | NK Hrvatski dragovoljac |
| HNK Orijent 1919  | 0:1                   | NK Osijek               |
| Croatia Zagreb    | 2:0                   | HNK Šibenik             |

### Viertelfinale
Die Hinspiele fanden am 6. und 7. März 2001 statt, die Rückspiele am 21. März.
|                         | Gesamt          |                | Hinspiel | Rückspiel |
| ----------------------- | --------------- | -------------- | -------- | --------- |
| NK Hrvatski dragovoljac | 2:7             | Hajduk Split   | 2:2      | 0:5       |
| NK Osijek               | 5:1             | NK Osijek      | 4:0      | 1:1       |
| NK Kamen Ingrad Velika  | 2:7             | Dinamo Zagreb  | 0:4      | 2:3       |
| NK Zagreb               | 3:3 (4:2 i. E.) | Inker Zaprešić | 3:0      | 0:3       |

### Halbfinale
Die Hinspiele des Halbfinals fanden am 11. April 2001 statt, die Rückspiele am 18. April.
|           | Gesamt |               | Hinspiel | Rückspiel |
| --------- | ------ | ------------- | -------- | --------- |
| NK Zagreb | 2:4    | Dinamo Zagreb | 1:0      | 1:4       |
| NK Osijek | 0:4    | Hajduk Split  | 0:3      | 0:1       |

### Finale

#### Hinspiel
| Hajduk Split                          | Hajduk Split | Dinamo Zagreb | Dinamo Zagreb |
| ------------------------------------- | --- | --- | ------------- |
| Hajduk Split                          | \| 9. Mai 2001 in Split (Stadion Poljud) \| \| Ergebnis: 0:2 (0:1) \| \| Zuschauer: 28.000 \| \| Schiedsrichter: Draženko Kovačić \| \| Spielbericht \|                                                                                                | \| 9. Mai 2001 in Split (Stadion Poljud) \| \| Ergebnis: 0:2 (0:1) \| \| Zuschauer: 28.000 \| \| Schiedsrichter: Draženko Kovačić \| \| Spielbericht \| | Dinamo Zagreb |
| Hajduk Split                          | Stipe Pletikosa – Darko Miladin, Krunoslav Rendulić (58. Mario Carević), Igor Đuzelov, Goran Sablić (68. Srđan Andrić) – Ivan Radeljić, Igor Musa, Stanko Bubalo (58. Mate Bilić), Ivan Bošnjak – Ivan Leko, Zvonimir Deranja Cheftrainer: Zoran Vulić | Tomislav Butina – Kristijan Polovanec, Goce Sedloski, Mario Tokić, Eddy Bosnar – Renato Pilipović, Mihael Mikić, Jasmin Agić, Dario Zahora (66. Alexandre) – Tomislav Šokota (86. Tomislav Gondžić), Igor Cvitanović (61. Mario Bazina) Cheftrainer: Ilija Lončarević | Dinamo Zagreb |
| Hajduk Split                          | 0:1 Tomislav Šokota (40.) 0:2 Mihael Mikić (57.) | | Dinamo Zagreb |
| Hajduk Split                          | Carević | Tokić, Šokota | Dinamo Zagreb |
| 9. Mai 2001 in Split (Stadion Poljud) | | |               |
| Ergebnis: 0:2 (0:1)                   | | |               |
| Zuschauer: 28.000                     | | |               |
| Schiedsrichter: Draženko Kovačić      | | |               |
| Spielbericht                          | | |               |

#### Rückspiel
| Dinamo Zagreb                             | Dinamo Zagreb | Hajduk Split | Hajduk Split |
| ----------------------------------------- | --- | --- | ------------ |
| Dinamo Zagreb                             | \| 23. Mai 2001 in Zagreb (Stadion Maksimir) \| \| Ergebnis: 1:0 (0:0) \| \| Zuschauer: 15.000 \| \| Schiedsrichter: Željko Širić \| \| Spielbericht \| | \| 23. Mai 2001 in Zagreb (Stadion Maksimir) \| \| Ergebnis: 1:0 (0:0) \| \| Zuschauer: 15.000 \| \| Schiedsrichter: Željko Širić \| \| Spielbericht \|                                                                                      | Hajduk Split |
| Dinamo Zagreb                             | Tomislav Butina – Jerko Leko, Kristijan Polovanec, Goce Sedloski, Mario Tokić – Boris Leutar, Renato Pilipović (75. Dario Zahora), Mihael Mikić, Jasmin Agić, Tomislav Šokota (81. Niko Kranjčar) – Igor Cvitanović (78. Mario Bazina) Cheftrainer: Ilija Lončarević | Stipe Pletikosa – Duje Špalj (71. Igor Bilokapić), Mirko Hrgović (85. Ivan Rajčić), Dalibor Božac, Vik Lalić – Jurica Puljiz, Igor Musa, Srđan Andrić (80. Ivan Grivčić), Mate Bilić – Mario Carević, Ivan Radeljić Cheftrainer: Zoran Vulić | Hajduk Split |
| Dinamo Zagreb                             | 1:0 Renato Pilipović (16.) | | Hajduk Split |
| Dinamo Zagreb                             | Agić | Hrgović, Andrić, | Hajduk Split |
| Dinamo Zagreb                             | Sedloski | | Hajduk Split |
| 23. Mai 2001 in Zagreb (Stadion Maksimir) | | |              |
| Ergebnis: 1:0 (0:0)                       | | |              |
| Zuschauer: 15.000                         | | |              |
| Schiedsrichter: Željko Širić              | | |              |
| Spielbericht                              | | |              |

## Torschützenliste
| Pl. | Name             | Mannschaft             | Tore |
| --- | ---------------- | ---------------------- | ---- |
| 01. | Stanko Bubalo    | Hajduk Split           | 7    |
| 02. | Boško Balaban    | Dinamo Zagreb          | 5    |
| 02. | Mario Bazina     | Dinamo Zagreb          | 5    |
| 04. | Mate Baturina    | NK Zagreb              | 4    |
| 05. | Mate Bilić       | Hajduk Split           | 3    |
| 05. | Damir Bognar     | NK Kamen Ingrad Velika | 3    |
| 05. | Zvonimir Deranja | Hajduk Split           | 3    |
| 05. | Renato Pilipović | Dinamo Zagreb          | 3    |
| 05. | Mario Prišč      | NK Osijek              | 3    |
| 05. | Tomislav Šokota  | Dinamo Zagreb          | 3    |